# Mayoyo
Mayoyo est une commune de la ville de Bandundu en république démocratique du Congo.

## Quartiers
La commune urbaine est divisée en 6 quartiers : Bosembo, Ito, Kimvuka, Malebo, Musaka, Ngamilele.